# وسط حي
الوسط الحي يتكون من عناصر حيوية و عناصر لا حيوية، تسمى العناصر الحيوية بالوحدة الحياتية (biocénose) و تسمى العناصر اللاحيوية بالمـدى الحيوي الجغرافي (biotope).

## مثال
تحتاج الكائنات الحية إلى الأكسيجين وتستمده من وسط عيشها، وتطرح ثاني أكسيد الكربون في وسط عيشها. إنها تبادلات غازية تنفسية بين الكائن الحي ووسط عيشه (الماء والهواء).
بعض الكائنات الحية تعيش في البر و تتنفس الهواء وإذا غرقت في الماء تموت اختناقاً مثل الإنسان، وكائنات حية أخرى تعيش في الماء، وتتنفس في الماء، وإذا غادرت الماء تموت اختناقاً مثل الأسماك، أما البرمائيات مثل الضفادع فهي تحصل على تنفس مزدوج أي قادرة على التنفس في الماء والهواء. بعض الحيوانات تعيش في الماء لكنها تصعد من حين لآخر إلى سطح الماء لتتنفس الهواء مثل التماسيح.